# Johan Åke Nordenfeldt
Johan Åke Nordenfeldt, född 16 april 1807 på Björneborgs herrgård i Visnums socken, död 23 december 1852 i Stockholm, var en svensk militär.
Han var son till Johan Niklas Nordenfeldt och friherrinnan Anna Wilhelmina Posse (1779–1858) samt bror till Enar Nordenfelt och Maria Charlotta Nordenfeldt. År 1837 gifte han sig med Eva Sofia Carolina Kuhlefelt (1799–1883), som var dotter till majoren Johan Reinhold Kuhlefelt och Ottiliana Eleonora Hierta. Makarna Nordenfeldt fick tio barn.
Nordenfeldt blev student vid Uppsala universitet 1820 och fortsatte därefter inom det militära. Han blev rustmästare vid Skaraborgs regemente 1826 och fänrik där samma år. Han blev löjtnant 1833 och regementskvartermästare 1834. Han blev kapten 1847 och major i armén 1849 samt generalintendent i Krigskollegium 1852. Han blev riddare av Svärdsorden 1848 och tilldelades Dannebrogorden 1850. 